# Sturlaugs saga starfsama
Sturlaugs saga starfsama es una saga legendaria del siglo XIV sobre un personaje llamado Sturlaugr, hijo de un hersir de Noruega.

## Argumento
Sturlaug es presentado junto a quienes serán sus hermanos juramentados: Aki, Hrolf, Sighvat, Soti, Guttorm y Jokul. Tras ser rechazado en matrimonio por Åsa la Justa, hija de un poderoso jarl, Sturlaug partirá  a saquear la costa del Báltico. Mientras tanto, el rey Harald tratará de pedir la mano de Åsa, pero otro poderoso señor llamado Kol también querrá pedirle matrimonio. El rey envía a un poderoso guerrero a batirse en duelo con Kol, pero este lo derrota.
Una vez Sturlaug y sus hermanos juramentados regresan, el rey le pide a Sturlaug que se enfrente a Kol en su nombre. Éste acepta, pero solo si le ofrece a Åsa en matrimonio. El rey acepta a regañadientes, y antes de ir al duelo, Åsa le recomienda a Sturlaug que visite a su madre adoptiva, quien le brinda consejos, además de una espada.
Gracias a dicha espada, Sturlaug logra derrotar a Kol, y vivir en paz con Åsa. Pero pronto, el hermano de Kol, Framar, llegaría para reclamar venganza. Descrito como el polo opuesto de Kol, quien era astuto y taimado, Framar era un guerrero reconocido por su fuerza y habilidad. Una vez reunidos, dejaron que sus guerreros se enfrentaran, lo que terminó en la muerte de Jokul a manos de Frosti, uno de los guerreros de Framar.
Sturlaug derrotó a Framar, dejándolo malherido, y la madre adoptiva de Åsa se hizo cargo de sus heridas. Terminado el combate, Frosti se une a los hermanos juramentados, para así sustituir a Jokul. Regresando al hogar del padre de su esposa, Sturlaug se encuentra con el rey, quien le obliga a conseguirle un antiguo tesoro, el Cuerno del Uro. Antes de partir, Framar, ya recuperado, se une al grupo y se vuelve un hermano juramentado de Sturlaug.
Durante el viaje, se detienen a descansar una noche, y Aki, Framar y Sturlaug son los encargados de montar guardia en ese orden. A los tres les visitan tres mujeres trol. Las dos primeras les piden a Aki y a Framar que las lleven a una isla cercana, a reclamar su herencia. La tercera, en cambio, le pide a Sturlaug que le presente a su hermano juramentado Hrolf, a cambio de ofrecerle una alabarda con propiedades mágicas. Dicho encuentro acaba con la mujer trol muerta por la propia alabarda que le dio a Sturlaug.
Tras descubrir el paradero del cuerno, llegan al templo donde se dice que se encuentra, y aunque Sturlaug les advierte que solo él puede entrar a reclamarlo, Hrolf le desobedece, lo que termina en su muerte. Una vez conseguido el cuerno, Sturlaug se lo devuelve al rey, y se va a vivir con su esposa.
Después de un tiempo, en Yule, Sturlaug y sus hermanos hacen promesas que se comprometen cumplir, y en el caso del héroe, es descubrir el origen del cuerno.
Frosti es enviado a Finlandia, donde invita a la hija de un rey a volverse la esposa de Sturlaug. La princesa se cree la mentira, y una vez regresan al hogar de Sturlaug, Frosti se hace pasar por él, y tras concluir la ceremonia y con ambos en el lecho, la princesa le cuenta el origen del cuerno, mientras Sturlaug los escuchaba tras una pared. una descubierto el origen, le prende fuego a la casa, matando a Frosti y a la princesa, tal y como la madre adoptiva de Åsa le había dicho, ya que dicha princesa era en verdad un bruja poderosa, que habría montado en cólera si hubiera descubierto la verdad.
Por su lado, Aki logró contraer matrimonio con la princesa de un reino de Rusia, con ayuda de Sturlaug y los hermanos juramentados, mientras que Framar se dispuso a casarse con la hija de un poderoso señor. Esta se negaba a ello, pero tras librar una guerra contra su padre y sus aliados, acabó por contraer matrimonio con ella.
En ocasiones, Sturlaugr es un caudillo militar del ejército sueco. Tuvo un hijo llamado Göngu-Hrólf que tiene su propia saga, la saga de Göngu-Hrólfs.